# Y Mensae
Y Mensae är en pulserande variabel av RR Lyrae-typ (RR) i stjärnbilden Taffelberget.
Stjärnan varierar mellan fotografisk magnitud +14,3 och 15,7 med en period av 0,46675 dygn eller 11,202 timmar. RR Lyrae-stjärnornas period varierar mellan 0,2 och 1,2 dygn med ett medianvärde på 0,5 dygn. Y Mensae ligger således en strax under medelvärdet.